# Marino Pole, Blagoevgrad
Marino Pole (în bulgară Марино поле) este un sat în Obștina Petrici, Regiunea Blagoevgrad, Bulgaria.

## Demografie
Componența etnică a satului Marino Pole
     Bulgari (98,33%)
     Nicio identificare (1,66%)
     Altele (0%)
La recensământul din 2011, populația satului Marino Pole era de 301 locuitori. Din punct de vedere etnic, majoritatea locuitorilor (98,33%) erau bulgari. Pentru 1,66% din locuitori nu este cunoscută apartenența etnică.